# Johann Rüger
Johann Rüger (* im 15. Jahrhundert; † 4. Januar 1546 in Bamberg) war ein deutscher römisch-katholischer Theologe, Titularbischof in Athyra und Weihbischof in Bamberg.

## Leben
Am 24. April 1510 immatrikulierte Johann Rüger an der Universität Ingolstadt, promovierte zum Dr. Theol. und ging ins Dominikanerkloster Landshut. Im Mai 1529 findet er urkundliche Erwähnung als Prior des
Dominikanerklosters Bamberg. Nachdem er am 23. April 1542 dem Domkapitel als künftiger Weihbischof vorgestellt worden war, ernannte ihn Papst Paul III. am 18. August 1542 zum Titularbischof von Athyra und Weihbischof von Bamberg. Mit dieser Ernennung erhielt er die Bamberger Pfarrei St. Martin. Hier wurde er auch begraben.

## Weihehandlungen
Am 19. Mai 1543 weihte er erstmals Kleriker im Bamberger Dom.